# AMC Concord
AMC Concord är en kompaktmodell från American Motors Corporation (AMC) som tillverkades 1977-1983. Den var tänkt att efterträda både AMC Hornet och AMC Matador när AMC började tillverka mindre bilar. Concord fanns som fyradörrars sedan, tvådörrars coupé, tredörrars hatchback och som kombi.
AMC Eagle var baserad på AMC Concord.